# Сержи Лопез
Сержи Лопез и Ајац (кат. Sergi López i Ayats, шп. Sergi López - на шпанском Серхи Лопес; 22. децембар 1965) шпански је филмски и позоришни глумац. Познат је по улози садистичког капетана Видала у филму Панов лавиринт Гиљерма дел Тора. Глумио је још негативце и у бројним светским продукцијама, али се појављивао исто тако и у комедијама.

## Биографија и каријера
Сержи Лопез је рођен 22. децембра 1965. године у месту Виланова и Ђелтру, провинцији Барселона, у Каталонији, Шпанија. У адолесценцији, студирао је на течајевима комедије и циркуса у Шпанији, затим у Међународној позоришној школи Жака Лекока у Паризу.
Године 1991. режисер Мануел Поарије позвао га је у свој филм „Девојка Антонио" (1992). Лопез је глумио у још шест Поаријеових филмова, укључујући и „Вестерн” на француском (1997), који је донео славу глумцу. Филм је учествовао на филмском фестивалу у Кану и био номинован за Оскарa, а Сержи Лопез за награду Сезар. Сержи Лопез је 1997. године проглашен најбољим шпанским глумцем за улогу у филму „Вентура” Понса Ласкија (1998).
У следећим филмовима, Лопез је глумио са познатим шпанским глумцима: „Између ногу” (1999) са Хавијером Бардемом и Викторијом Абрил, „Лисабон” (1999) са Кармен Маура. Године 2000. Лопез је освојио престижну награду Француске филмске академије у категорији „Најбољи глумац“ за учешће у филму Доминике Мол „Хари пријатељ који вам жели добро“ (2000). Ова улога која му је донела Европску филмску награду за најбољег глумца те године, донела му је и улоге негативаца, у којима се појављује у филму „Само моја“ (2001) са Паз Вега, у „Прљавим чарима“ (2002) Стивена Фрирса са Одре Тоту и Панов лавиринт (2006) Гиљерма дел Тора.
Глумио је у многим француским и шпанским филмовима. Светска слава довела га је до тога да учествује у филмовима Порнографска афера (1999), Прљаве чари (2002). Глумац је успео показати свој комичарски таленат у филмовима „Срећни људи“ (2001) и „Џанис и Џон“ (2003). Године 2009. одиграо је важну улогу Рикија у филму Франсоа Озона.